# Nijs Korevaar
Nijs Cornelis Korevaar, född 31 december 1927 i Mijnsheerenland, död 1 december 2016 i Altendorf i Schweiz, var en nederländsk vattenpolospelare. Han representerade Nederländerna vid olympiska sommarspelen 1948 och 1952.
Korevaar spelade sju matcher och gjorde fyra mål i den olympiska vattenpoloturneringen 1948. I den turneringen tog Nederländerna brons och fyra år senare i Helsingfors var resultatet en femteplats. Han tog EM-guld 1950 i Wien.